# Hanumanakoppa, Hangal
Hanumanakoppa là một làng thuộc tehsil Hangal, huyện Haveri, bang Karnataka, Ấn Độ.